# Portsmouth Abbey School

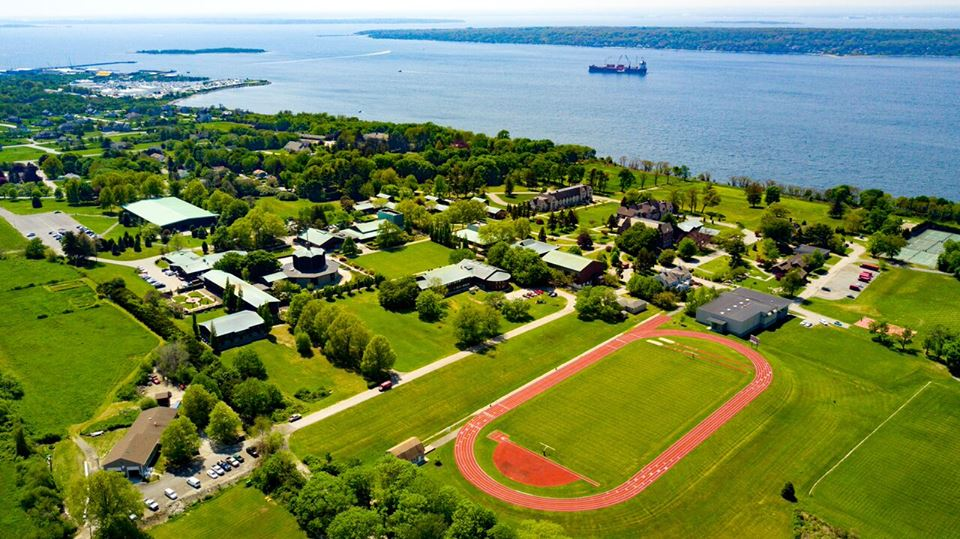

Pour les articles homonymes, voir Abbey.
L'abbaye de Portsmouth est une abbaye bénédictine appartenant à la congrégation bénédictine anglaise au sein de la confédération bénédictine qui dirige la Portsmouth Abbey School, école secondaire prestigieuse de la côte est des États-Unis. Elle est située à Portsmouth (Rhode Island), dans le diocèse de Providence.

## Histoire
L'abbaye a été fondée en 1918, et l'école en 1926 sur le modèle des Public schools britanniques. L'abbaye est située dans un domaine ayant appartenu à un financier, Amos Smith, qui y fait construire un manoir. Le domaine est acheté par dom Leonard Sargent, bénédictin, ancien épiscopalien converti au catholicisme, pour le compte de sa congrégation. C'est une des trois abbayes américaines de la congrégation anglaise, et elle garde des liens étroits avec ses sœurs anglaises, Downside et le Collège d'Ampleforth. Elle est élevée de prieuré au rang d'abbaye en 1969.
L'école, fondée par un autre converti, le P. John Hugh Diman, osb, qui avait créé d'autres écoles, accueillait au départ des garçons dans un internat. Aujourd'hui elle est mixte et reçoit aussi des externes. Elle est située dans un campus de 2km2 au bord de la côte de Narragansett et ses bâtiments ont été construits par Pietro Belluschi.
Son recrutement est international et ses élèves sont au nombre de 350. Le programme est proche de celui des écoles européennes avec un haut niveau d'exigence, avec des classes d'art, et le sport est une matière privilégiée. Le latin est obligatoire pendant un an. L'équipe de football (soccer) rencontre souvent celle de l'abbaye Saint-Anselme (Washington).
L'école fait cours le samedi, contrairement à la plupart des écoles américaines.

## Anciens élèves
- Robert Kennedy
- Edward Kennedy
- Alvin Lucier
- John Gregory Dunne
- Peter Fitzgerald